# O Amor Tem Cara de Mulher
O Amor Tem Cara de Mulher foi um seriado brasileiro produzido pela extinta Rede Tupi ás 19h. Foi dirigido e escrito por Cassiano Gabus Mendes e era uma adaptação da telenovela argentina El amor tiene cara de mujer, de 1964. A trama original foi fenômeno na Argentina e em toda a América Hispânica durando até 1972.  Entretanto a adaptação brasileira não alcançou o sucesso esperado e mudou duas vezes de horário durante a exibição, durando de março até novembro de 1966. 

## Enredo
A trama girava em trono de quatro mulheres de personalidades e classes diferentes, mas que compartilhavam seus desafios na vida enquanto trabalhavam em um salão de Beleza. As mulheres em questão eram; Laura (Vida Alves), Vanessa (Cleyde Yáconis), Marcela (Eva Wilma) e Matilde (Aracy Balabanian). Ainda havia os personagens; Paulo (Luis Gustavo), Betina (Marta Greiss) e Carlos (Walmor Chagas). 

## Produção
Era exibida de segunda a sexta, assim como uma telenovela, mas a cada semana era contada uma história distinta. Durou nove meses no ar, mas não obteve o mesmo sucesso de sua versão anterior e mudou duas vezes de horário em sua exibição.
A temática feminina e centrada em um salão de beleza foi utilizada ainda anos mais tarde por Cassiano Gabus Mendes na telenovela Locomotivas, de 1977 e exibida pela Rede Globo. 

## Elenco
- Vida Alves – Laura
- Cleyde Yáconis – Vanessa
- Eva Wilma – Marcela
- Aracy Balabanian – Matilde
- Luis Gustavo – Paulo
- Tony Ramos - Beto
- Marta Greiss – Betina
- Walmor Chagas – Carlos
- Dina Sfat – Maria Luísa
- Ademir Rocha – Danny
- Ana Rosa – Norah